# Hoplia ushijima
Hoplia ushijima är en skalbaggsart som beskrevs av Kobayashi 1990. Hoplia ushijima ingår i släktet Hoplia och familjen Melolonthidae. Inga underarter finns listade i Catalogue of Life.